# Токантинс (река)
 Тази статия е за реката в Бразилия.  За щата в Бразилия вижте Токантинс.  
Токантинс (на португалски: Rio Tocantins) е река в Бразилия, в щатите Гояс, Токантинс, Мараняо и Пара, десен приток на Амазонка. Дължината ѝ е 2640 km, а площта на водосборния басейн – 764 183 km² (10.64% от водосборния басейн на Амазонка).
Река Токантинс се образува на 443 m н.в. в огромния язовир „Сера да Меса“ от сливането на двете съставящи я реки Алмас (лява съставяща) и Мараняо (дясна съставяща), извиращи от масива Сера Дорада, разположен в централната част на Бразилското плато. По цялото си протежение тече предимно в северна посока по Бразилското плато, образувайки множество бързеи, прагове (Анта, Тропесу Гранди, Фунил, Туизитиньо, Баканал, Педро Алта, Тукундува и др.) и малки водопади. След последния си праг Тукундува навлиза в най-източната част на Амазонската низина, като се превръща в широка (до 15 – 20 km) и спокойна река. Влива се чрез широк естуар отдясно в десния, най-голям ръкав Пара от делтата на Амазонка.
Основни притоци: леви – Алмас, Санта Тереза (370 km), Арагуая (2627 km, най-голям приток), Итакаюнас (390 km); десни – Мараняо (278 km), Паранан (530 km), Мануел Алвис Нативидади, Сону, Мануел Алвис Гранди (235 km). Пълноводието на Токантинс е през лятото – от октомври до март-април, като през този период нивото ѝ се покачва с 7 – 9 m. Среден годишен отток в устието 11 796 m³/s. Плавателна е за дълбоко газещи речни кораби в най-долното си течение на 350 km от устието до град Тукуруи, а нагоре – само на отделни участъци за плитко газещи речни съдове. На нея са изградени два големи язовира „Сера да Меса“ (в най-горното течение) и „Тукуруи“ (в най-долното) с мощни ВЕЦ-ове в основата на преградните им стени. По течението ѝ са разположени градовете Педро Афонсу, Палмас (столицата на щата Токантинс), Императрис, Мараба, Тукуруи и др.